# Crveni vinograd
Crveni vinograd (niz. De rode wijngaard) je djelo nizozemskog slikara Vincenta van Gogha. Naslikana je u studenom 1888. godine, tehnikom ulje na platnu. Poznata je po tome što je to jedina slika koju je slikar prodao za svog života. Dimenzije ovog djela su 75 x 93 cm. 
Ovo djelo je urađeno za vrijeme njegovog boravka u gradu Arles, na jugu Francuske. Iako je tamo proveo kratak period života, od veljače 1888. do svibnja 1889., to se razdoblje smatra najproduktivnijim u čitavom umjetnikovom životu. Van Gogh je bio inspiriran okolnim pejzažem, pogledom na grad i selo. Slikajući ovo djelo koristio je sjećanje i imaginaciju, jer se nalazio u Žutoj kući, u potpunosti udaljen od vinograda. U pismu svom bratu Theu 2. listopada 1888. nagovijestio je kako će slikati taj vinograd, opisujući pritom svoje oduševljenje istim.

## Vlasništvo
Crveni vinograd je prvi put izložen na službenoj izložbi grupe Les XX, 1890. godine u Bruxellesu. Tada je prodana Anni Boch za 400 franaka, što bi sadašnjom procjenom iznosilo 800-850 €. Ona je bila slikarica impresionizma te članica grupe Les XX, a poznata i kao umjetnički mecena iz Bruxellesa. Bila je sestra Eugèna Bocha, također impresionističkog slikara i prijatelja Van Gogha, te je tom kupovinom željela ohrabriti i potaknuti Vincenta kako bi nastavio sa stvaranjem. Ovu sliku je čuvala u salonu mistike, zajedno s ostalim znamenitim slikama postimpresionista, gdje su često bili organizirani koncerti i solo nastupi.
Kasnije slika prelazi u ruke poznatog ruskog kolekcionara Sergeja Ščukina kojem su je Boljševici nacionalizirali. Danas je vlasništvo Puškinovog muzeja u Moskvi.